# 園まり
園 まり（その まり、本名：薗部毬子〔そのべ まりこ〕、1944年4月12日 - 2024年7月26日）は、日本の歌手、女優。東洋音楽学校高等部卒業。

## 略歴
神奈川県横浜市保土ケ谷区出身。1954年10歳で安西愛子に師事しコーラスグループ“杉の子子ども会”を経て、キング児童合唱団へ入団。1956年、本名の薗部毬子名義で、キングレコードから「つゆの玉ころり」で童謡歌手としてデビュー。同時に岸惠子、有馬稲子と共にミシンの広告モデルとしても活動。
元々はクラシックの歌手を目指していたが、1960年11月NET『あなたをスターに』で優勝。1961年4月渡辺プロダクションに入社。1962年5月「鍛冶屋のルンバ」でレコードデビュー。7月フジテレビ『レッツゴー三人娘』で中尾ミエ、伊東ゆかりと『スパーク3人娘』を結成。『シャボン玉ホリデー』（日本テレビ）などに出演。
洋楽の日本語カバー「マッシュ・ポテト・タイム」「太陽はひとりぼっち」「女王蜂」「花はどこへ行った」がヒット。1964年「何も云わないで」がNHK”きょうのうた”で放送され、歌謡曲の初ヒットとなる。その後「逢いたくて逢いたくて」「夢は夜ひらく」「何んでもないわ」「愛は惜しみなく」 等のヒットも記録し、園まり節と呼ばれる歌唱法でヒット。また、「夢は夜ひらく」は藤圭子歌唱によるバージョンも存在する。これら3作は同名タイトルで日活で映画化された。『NHK紅白歌合戦』（NHK総合・ラジオ第1、#NHK紅白歌合戦出場歴参照）には1963年から1968年まで6回連続出場（1963年の「キューティ・パイ・メドレー」と1964年の「夢みる想い」は、中尾・伊東と三人娘で歌唱）。
1966年 - 1967年マルベル堂のブロマイド売り上げ女性歌手第1位。
その後、ディナーショーや女優としてのドラマ出演などで活動。1990年代に一時、芸能界を退いていたが、2001年7月にテレビ東京「第32回夏祭りにっぽんの歌」で芸能活動を再開。2006年に25年ぶりのシングル「2人はパートナー」（原曲：ペ・ヨンジュン主演・韓国ドラマ「初恋」挿入歌）を発売。「逢いたくて逢いたくて」は2007年、映画『歌謡曲だよ、人生は』の第9話（主演：妻夫木聡）の歌に起用された。
2009年3月4日放送、テレビ朝日『徹子の部屋』で、初期の乳がんだったことを告白。2007年に発見したが、翌2008年1月に手術して克服し、早期発見の大切さを訴えた。
2010年4月「アクティブシニア2010」園まりふれあいコンサートinナゴヤドーム、6月「大人の文化祭2010」園まりふれあいコンサート in 長野エムウェーブなどのシニア向けコンサートに出演。
2011年（2011年6月・7月NHK「ユアソング」）「もう一度逢いたくて」発売。
2019年、がんが再発。闘病生活を続けるかたわら、中尾ミエ、伊東ゆかりとの3人娘コンサートやテレビ出演を続けた。同年8月5日放送の『徹子の部屋』へは、伊東ゆかりと2人で出演した。年末の日本レコード大賞では功労賞を受賞。
2024年7月26日、急性心不全のため東京都内の病院で死去した。80歳没。訃報は翌月の8月1日に日本歌手協会より発表された。生涯独身だった。
2024年11月21日、同年12月30日の「第66回輝く!日本レコード大賞」（TBSテレビ・ラジオ）において特別功労賞を贈られることが発表された。

## 特記事項
- 東京・練馬の小学校時代、放送部に所属、部史に残る評判の名アナウンサーだった。
- 全盛期[いつ?]、日劇で開催された『園まりショー』では、ザ・ドリフターズや布施明が前座をつとめていた。
- 遠藤周作が、著書『足のむくまま気のむくまま」』（文春文庫 1986年）で、園まりファンを公表。
- 1967年4月に行われた東京都知事選挙では、松下正寿の推薦人に名を連ねた。選挙母体である都政懇談会の機関紙に「都民の本当の味方」とのコメントを寄せた[5]。
- おっとりと初々しい雰囲気が人気の一因であったが、作家の小林信彦が放送台本も手掛けていた時代、売り出し中の彼女から、自分が芸能界に向いていないのではないかと相談を持ち掛けられた思い出を後年のエッセイに記している。
- 2003年、文藝春秋で発表された小説「忌中」（車谷長吉・著）の中に、復活直後の様子が取り上げられている（のちに文庫化）。
- ベン・E・キングの「スタンド・バイ・ミー」を日本語詞でカバー。レコーディングはされていないが、ステージソングでは欠かせない1曲に。訳詞は大塚彩子に依頼。2011年11月16日に発売された、ベン・E・キングのアルバム「Dear Japan,」に収録された日本語版「スタンド・バイ・ミー」には、園まりヴァージョンの訳詞が採用されている。

## 音楽作品

### シングル
| #                                          | 発売日         | 規格品番   | 面                   | タイトル                                   | 作詞                            | 作曲                                  | 編曲            | 備考 |
| ------------------------------------------ | -------------- | ---------- | -------------------- | ------------------------------------------ | ------------------------------- | ------------------------------------- | --------------- | --- |
| ポリドールレコード                         |                |            |                      |                                            |                                 |                                       |                 | |
| 1                                          | 1962年5月10日  | DJ-1232    | A                    | 鍛冶屋のルンバ                             | 訳詞 タカオカンベ               | ウーゴ・ブランコ                      | 森岡賢一郎      | |
| 1                                          | 1962年5月10日  | DJ-1232    | B                    | ベルリンの街角で                           | 訳詞 漣健児                     | ハイノ・ガーツェ                      | 森岡賢一郎      | |
| 2                                          | 1962年7月20日  | DJ-1235    | A                    | 恋する悲しさ                               | 訳詞 タカオカンベ               | J・ドラン                             | 森岡賢一郎      | |
| 2                                          | 1962年7月20日  | DJ-1235    | B                    | 私のハートに賭けないで                     | 訳詞 青島幸男                   | リンダ・スコット                      | 森岡賢一郎      | |
| 3                                          | 1962年7月20日  | DJ-1248    | A                    | マッシュ・ポテト・タイム                   | 訳詞 タカオカンベ               | シェルダン＝ランド                    | 森岡賢一郎      | |
| 3                                          | 1962年7月20日  | DJ-1248    | B                    | 愛の白夜                                   | 訳詞 星タカシ                   | ベレッタ＝レオン                      | 森岡賢一郎      | |
| 4                                          | 1962年9月10日  | DJ-1262    | A                    | 太陽はひとりぼっち                         | 訳詞 タカオカンベ               | ジョヴァンニ・フスコ                  | 森岡賢一郎      | |
| 4                                          | 1962年9月10日  | DJ-1262    | B                    | 家へ帰ろう                                 | 訳詞 タカオカンベ               | ポール・アンカ                        | 森岡賢一郎      | |
| 5                                          | 1963年2月10日  | DJ-1309    | A                    | グッドバイ・ジョー                         | 星加ルミ子                      | H.ウィットスタット                    | 森岡賢一郎      | |
| 5                                          | 1963年2月10日  | DJ-1309    | B                    | 約束して                                   | 星加ルミ子                      |                                       | 森岡賢一郎      | |
| 6                                          | 1963年4月1日   | DJ-1332    | A                    | 燃える太陽                                 | 訳詞 池すすむ                   | リギュアル＝ボニュファイ              | 東海林修        | |
| 6                                          | 1963年4月1日   | DJ-1332    | B                    | 可愛いばらの少女                           | 滝田順                          | ロバート・マックスウェル              | 東海林修        | |
| 7                                          | 1963年8月      | DJ-1362    | A                    | 赤い風車                                   | 若山かほる                      | 中島安敏                              | 中島安敏        | |
| 7                                          | 1963年8月      | DJ-1362    | B                    | 月夜の渚                                   | 水木かおる                      | 中島安敏                              | 中島安敏        | |
| 8                                          | 1963年8月1日   | DJ-1380    | A                    | 女王蜂                                     | 滝田順                          | テオ・ウエスリー                      | 東海林修        | |
| 8                                          | 1963年8月1日   | DJ-1380    | B                    | 禁じられた恋の島                           | 訳詞 南比佐                     | カルロ・ルスティケッリ                | 東海林修        | |
| 9                                          | 1963年8月20日  | DJ-1393    | A                    | プリンセスではないけれど                   | 訳詞 水島哲                     | ヒューゴー/ルイジー/J.ダビッド/ワイス | 東海林修        | |
| 9                                          | 1963年8月20日  | DJ-1393    | B                    | 涙のバースデイ・パーティ                   | 訳詞 加茂亮二                   | H.ワイナー/J.クルックJr./W.ゴールド   | 森岡賢一郎      | |
| 10                                         | 1964年1月      | DJ-1419    | A                    | 夢の散歩道                                 | ケイ田村                        | 早川博二                              | 早川博二        | |
| 10                                         | 1964年1月      | DJ-1419    | B                    | ヴィーナスの竪琴                           | ケイ田村                        | 早川博二                              | 早川博二        | |
| 11                                         | 1964年1月10日  | DJ-1431    | A                    | 聞いちゃった！歌っちゃった！泣いちゃった！ | 安井かずみ                      | 宮川泰                                | ジョージ・宮園  | |
| 11                                         | 1964年1月10日  | DJ-1431    | B                    | 明日に太陽を                               | 水木かおる                      | J.ムスタキ                            | 東海林修        | |
| 12                                         | 1964年5月      | DJ-1447    | A                    | ひなげしの花咲けば                         | 水木かおる                      | 藤原秀行                              | 藤原秀行        | |
| 12                                         | 1964年5月      | DJ-1447    | B                    | 銀座のキューピット                         | 滝田順                          | 伊部晴美                              | 伊部晴美        | |
| 13                                         | 1964年5月10日  | SDR-1008   | A                    | 花はどこへ行った                           | おおたたかし(補作詞 安井かずみ) | ピート・シーガー                      | 東海林修        | |
| 13                                         | 1964年5月10日  | SDR-1008   | B                    | ほゝにかかる涙                             | 安井かずみ                      | ロベルト・サッティ                    | 東海林修        | |
| 14                                         | 1964年8月      | SDR-1012   | A                    | ガラスの花園                               | 若山かほる                      | 中島安敏                              | 中島安敏        | |
| 14                                         | 1964年8月      | SDR-1012   | B                    | 帰らぬ初恋                                 | 岩谷時子                        | 宮川泰                                | 宮川泰          | |
| 15                                         | 1964年10月     | SDR-1028   | A                    | 何も云わないで                             | 安井かずみ                      | 宮川泰                                | 宮川泰          | NHKきょうのうた |
| 15                                         | 1964年10月     | SDR-1028   | B                    | 雨はいじわる                               | 安井かずみ                      | 東海林修                              | 東海林修        | TBS-TV「ポップソング」より                                                                                           |
| 16                                         | 1964年12月     | SDR-1045   | A                    | 夜明けの星のように                         | 水木かおる                      | 藤原秀行                              | 筒井広志        | |
| 16                                         | 1964年12月     | SDR-1045   | B                    | ごめんねママ                               | 水木かおる                      | 藤原秀行                              | 川上義彦        | |
| 17                                         | 1965年3月      | SDR-1066   | A                    | あなたとなら                               | 岩谷時子                        | 萩原哲晶                              | 萩原哲晶        | |
| 17                                         | 1965年3月      | SDR-1066   | B                    | 冷たい星の下                               | ケイ田村                        | 信楽順三                              | 早川博二        | |
| 18                                         | 1965年5月5日   | SDR-1101   | A                    | この喜びの日に                             | 竹内伸光(補作詞 タカオカンベ)   | 宮川泰                                | 宮川泰          | |
| 18                                         | 1965年5月5日   | SDR-1101   | B                    | さよなら                                   | 水木かおる                      | 藤原秀行                              | 伊部晴美        | |
| 19                                         | 1965年7月5日   | SDR-1118   | A                    | 忘れっこなしよ                             | 佐藤浩(補作詞 水木かおる)       | 萩原哲晶                              | 萩原哲晶        | |
| 19                                         | 1965年7月5日   | SDR-1118   | B                    | 幸せなの                                   | 水木かおる                      | 萩原哲晶                              | 萩原哲晶        | |
| 20                                         | 1965年8月5日   | SDR-1130   | A                    | あれがお父さまよ                           | 水木かおる                      | 藤原秀行                              | 藤原秀行        | |
| 20                                         | 1965年8月5日   | SDR-1130   | B                    | 涙のスクリーン                             | 水木かおる                      | 藤原秀行                              | 藤原秀行        | |
| 21                                         | 1966年1月5日   | SDR-1163   | A                    | 逢いたくて逢いたくて                       | 岩谷時子                        | 宮川泰                                | 森岡賢一郎      | ザ・ピーナッツ「手編みの靴下」を歌詞を変更して発売                                                                   |
| 21                                         | 1966年1月5日   | SDR-1163   | B                    | あんたなんか                               | 安井かずみ                      | 宮川泰                                | 宮川泰          | 植木等とのデュエット                                                                                                 |
| 22                                         | 1966年3月5日   | SDR-1176   | A                    | ふるさとの唄                               | 水木かおる                      | 伊部晴美                              | 伊部晴美        | |
| 22                                         | 1966年3月5日   | SDR-1176   | B                    | 砂に埋もれた恋                             |                                 |                                       | 早川博二        | |
| 23                                         | 1966年5月5日   | SDR-1191   | A                    | やさしい雨                                 | 安井かずみ                      | 宮川泰                                | 宮川泰          | |
| 23                                         | 1966年5月5日   | SDR-1191   | B                    | 何んでもないわ                             | 安井かずみ                      | 宮川泰                                | 宮川泰          | |
| 24                                         | 1966年9月5日   | SDR-1210   | A                    | 夢は夜ひらく                               | 中村泰士/富田清吾               | 曽根幸明                              | 森岡賢一郎      | |
| 24                                         | 1966年9月5日   | SDR-1210   | B                    | 一人で踊るブルース                         | 水木かおる                      | 藤原秀行                              |                 | |
| 25                                         | 1967年1月5日   | SDR-1249   | A                    | 帰りたくないの                             | 安井かずみ                      | 宮川泰                                | 宮川泰          | |
| 25                                         | 1967年1月5日   | SDR-1249   | B                    | 散りゆく花                                 | 佐藤一郎                        | 宮川泰                                | 宮川泰          | |
| 26                                         | 1967年4月5日   | SDR-1270   | A                    | つれてって                                 | 岩谷時子                        | 宮川泰                                | 宮川泰          | |
| 26                                         | 1967年4月5日   | SDR-1270   | B                    | 夜があるかぎり                             | なかにし礼                      | 中村泰士                              | 早川博二        | ロス・インディオスが参加                                                                                             |
| 27                                         | 1967年8月15日  | SDR-1291   | A                    | 愛は惜しみなく                             | 川内康範                        | 宮川泰                                | 森岡賢一郎      | 週刊ヤングレディ連載・川内康範原作「愛は惜しみなく」より                                                             |
| 27                                         | 1967年8月15日  | SDR-1291   | B                    | 誓ってほしい                               | 川内康範                        | 宮川泰                                | 宮川泰          | |
| 28                                         | 1967年12月15日 | SDR-1318   | A                    | 愛情                                       | なかにし礼                      | 平尾昌晃                              | 森岡賢一郎      | |
| 28                                         | 1967年12月15日 | SDR-1318   | B                    | 嘘でもうれしい                             | なかにし礼                      | 平尾昌晃                              | 森岡賢一郎      | |
| 29                                         | 1968年3月5日   | SDR-1330   | A                    | 好きなの 好きなの                          | 梅本たかし                      | 下村耕史                              | 森岡賢一郎      | カンガルーポケット式ジャケット                                                                                       |
| 29                                         | 1968年3月5日   | SDR-1330   | B                    | あなたの愛がほしい                         | 水木かおる                      | 伊部晴美                              | 伊部晴美        | |
| 30                                         | 1968年4月25日  | SDR-1342   | A                    | あなたのとりこ                             | なかにし礼                      | 宮川泰                                | 宮川泰          | |
| 30                                         | 1968年4月25日  | SDR-1342   | B                    | 横をむかないで                             | なかにし礼                      | 宮川泰                                | 森岡賢一郎      | |
| 31                                         | 1968年9月5日   | SDR-1381   | A                    | 泣きぬれて                                 | 山口あかり                      | 平尾昌晃                              | 森岡賢一郎      | 見開きジャケット |
| 31                                         | 1968年9月5日   | SDR-1381   | B                    | ひとりにしないで                           | 岩谷時子                        | 宮川泰                                | 東勝巳          | |
| 32                                         | 1969年2月5日   | SDR-1409   | A                    | おもいきり泣かせて                         | 平尾昌晃                        | 平尾昌晃                              | 小谷充          | |
| 32                                         | 1969年2月5日   | SDR-1409   | B                    | 淋しかったの                               | 水木かおる                      | 宮川泰                                | クニ河内        | |
| 33                                         | 1969年6月5日   | SDR-1433   | A                    | このままでいいの                           | 安井かずみ                      | 平尾昌晃                              | 宮川泰          | |
| 33                                         | 1969年6月5日   | SDR-1433   | B                    | 不思議ね                                   | なかにし礼                      | 宮川泰                                | 宮川泰          | |
| 34                                         | 1969年10月5日  | DR-1468    | A                    | 捨て煙草                                   | 中川湖水(補作詞 水沢ひろし      | 採木雅夫/城美好                       | 森岡賢一郎      | |
| 34                                         | 1969年10月5日  | DR-1468    | B                    | 私をかき奏らして                           | 山口あかり                      | 採木雅夫/城美好                       | 森岡賢一郎      | |
| 35                                         | 1969年11月5日  | DR-1476    | A                    | 気にかかる                                 | 川内康範                        | 猪俣公章                              | 森岡賢一郎      | |
| 35                                         | 1969年11月5日  | DR-1476    | B                    | これが愛なのね                             | 川内康範                        | 猪俣公章                              | 森岡賢一郎      | |
| 36                                         | 1970年3月1日   | DR-1501    | A                    | くちづけ                                   | 川内康範                        | 宮川泰                                |                 | |
| 36                                         | 1970年3月1日   | DR-1501    | B                    | 吹きだまり                                 | 川内康範                        | 猪俣公章                              | 森岡賢一郎      | |
| 37                                         | 1970年6月10日  | DR-1524    | A                    | 私を責めないで                             | 岩谷時子                        | 鈴木邦彦                              | 小谷充          | |
| 37                                         | 1970年6月10日  | DR-1524    | B                    | 浮気なおさけ                               | 雪野斗詩夫                      | 石井由紀夫                            | 森岡賢一郎      | |
| 38                                         | 1970年10月10日 | DR-1570    | A                    | 未練                                       | 石坂まさを                      | 猪俣公章                              | 森岡賢一郎      | |
| 38                                         | 1970年10月10日 | DR-1570    | B                    | 恋怨歌                                     | 鳥井実                          | 猪俣公章                              | 森岡賢一郎      | |
| 39                                         | 1971年4月1日   | DR-1600    | A                    | 最後の一時間                               | なかにし礼                      | 中村泰士                              | 小谷充          | |
| 39                                         | 1971年4月1日   | DR-1600    | B                    | 悪い女になりそう                           | なかにし礼                      | 中村泰士                              | 小谷充          | |
| 40                                         | 1971年12月     | DR-1632    | A                    | 私が何をしたのでしょう                     | 阿久悠                          | 平尾昌晃                              | 宮川泰          | |
| 40                                         | 1971年12月     | DR-1632    | B                    | 女の流れ                                   | 阿久悠                          | 平尾昌晃                              | 宮川泰          | |
| 41                                         | 1972年6月      | DR-1693    | A                    | 旅情                                       | 橋本淳                          | 筒美京平                              | 高田弘          | デビュー10周年記念盤                                                                                                 |
| 41                                         | 1972年6月      | DR-1693    | B                    | あなたの背中に                             | 橋本淳                          | 筒美京平                              | 高田弘          | |
| 42                                         | 1973年2月      | DR-1743    | A                    | 恋する女のブルース                         | なかにし礼                      | 城美好                                | 森岡賢一郎      | |
| 42                                         | 1973年2月      | DR-1743    | B                    | その気になるまで待って                     | 千家和也                        | 森田公一                              | 森岡賢一郎      | |
| 43                                         | 1973年8月      | DR-1789    | A                    | 幸せになってね                             | 五十嵐悟                        | 五十嵐悟                              | 高田弘          | 1972年3月発売の松平直樹とブルーロマン盤を経て、「私祈ってます」（タイトル改名）の敏いとうとハッピー&ブルー盤がヒット |
| 43                                         | 1973年8月      | DR-1789    | B                    | 恋のお話                                   | 秋津健                          | 五十嵐悟                              | 高田弘          | |
| 44                                         | 1974年1月      | DR-1823    | A                    | お帰りなさい                               | なかにし礼                      | 浜圭介                                | 竜崎考路        | |
| 44                                         | 1974年1月      | DR-1823    | B                    | おんな流れ唄                               |                                 |                                       |                 | |
| 45                                         | 1974年6月      | DR-1872    | A                    | 面影のワルツ                               | 千家和也                        | 都倉俊一                              | 森岡賢一郎      | |
| 45                                         | 1974年6月      | DR-1872    | B                    | 翼の下で                                   | 千家和也                        | 都倉俊一                              | 森岡賢一郎      | |
| 46                                         | 1974年8月      | DR-1962    | A                    | 夜の指定席                                 | 山上路夫                        | 森田公一                              | 森岡賢一郎      | |
| 46                                         | 1974年8月      | DR-1962    | B                    | 本牧たそがれ                               | 山上路夫                        | 森田公一                              | 森岡賢一郎      | |
| 47                                         | 1976年6月      | DR-6011    | A                    | たそがれためいき曲り角                     | 山口洋子                        | 宮川泰                                | 馬飼野俊一      | |
| 47                                         | 1976年6月      | DR-6011    | B                    | 横浜あたり                                 | 山口洋子                        | 宮川泰                                | 馬飼野俊一      | |
| 48                                         | 1976年12月1日  | DRQ-6908   | A                    | 夢は夜ひらく                               | 中村泰士/富田清吾               | 曽根幸明                              | 森岡賢一郎      | |
| 48                                         | 1976年12月1日  | DRQ-6908   | B                    | 逢いたくて逢いたくて                       | 岩谷時子                        | 宮川泰                                | 森岡賢一郎      | |
| ワーナー・パイオニア／エレクトラ・レコード |                |            |                      |                                            |                                 |                                       |                 | |
| 49                                         | 1978年2月25日  | L-200E     | A                    | 舞酔坂                                     | 東海林良                        | 加瀬邦彦                              | 高田弘          | |
| 49                                         | 1978年2月25日  | L-200E     | B                    | 夜は気分で                                 | 山口洋子                        | 加瀬邦彦                              | 高田弘          | |
| 50                                         | 1978年8月25日  | L-236E     | A                    | 流されて                                   | 門谷憲二                        | 西島三重子                            | 若草恵          | |
| 50                                         | 1978年8月25日  | L-236E     | B                    | 出来ごころ                                 | 喜多條忠                        | 加瀬邦彦                              | 若草恵          | |
| SMSレコード                                |                |            |                      |                                            |                                 |                                       |                 | |
| 51                                         | 1979年4月25日  | SM06-17    | A                    | 蛾                                         | 津和のり子                      | 津和のり子                            | 薗広昭/笛吹利明 | |
| 51                                         | 1979年4月25日  | SM06-17    | B                    | 万華鏡                                     | 津和のり子                      | 鈴木キサブロー                        | 戸塚修          | |
| ポリドール                                 |                |            |                      |                                            |                                 |                                       |                 | |
| 52                                         | 1980年9月1日   | 7DX-1008   | A                    | 大阪の女                                   | 橋本淳                          | 中村泰士                              | 川上了          | |
| 52                                         | 1980年9月1日   | 7DX-1008   | B                    | かりそめ二人                               | 橋本淳                          | 中村泰士                              | 川上了          | |
| 53                                         | 1981年10月21日 | 7DX-1130   | A                    | さかだち                                   | 橋本淳                          | 市川昭介                              | 若草恵          | |
| 53                                         | 1981年10月21日 | 7DX-1130   | B                    | 夢は夢のままで                             | 三浦徳子                        | 加瀬邦彦                              | 若草恵          | |
| ガウスエンタテインメント                   |                |            |                      |                                            |                                 |                                       |                 | |
| 54                                         | 2003年10月     |            | 1                    | アマンIIwith菅原洋一                       | 杉紀彦                          | 森田公一                              | 川口真          | |
| 54                                         | 2003年10月     | 2          | 哀しみのラストタンゴ | 荒木一郎                                   | 荒木一郎                        | 山下淳                                |                 | |
| 54                                         | 2003年10月     | 3          | シンガーそは歌人     | なかにし礼                                 | 川口真                          | 川口真                                |                 | |
| テイチクエンタテインメント                 |                |            |                      |                                            |                                 |                                       |                 | |
| 55                                         | 2006年4月26日  | TECA-12045 | A                    | 2人はパートナー                            | ユ・スンヨブ(訳詞 山路路夫)     | ユ・スンヨブ                          | 久保田邦夫      | 原曲：ペ・ヨンジュン主演韓国ドラマ『初恋』挿入歌                                                                     |
| 55                                         | 2006年4月26日  | TECA-12045 | B                    | 恋歌                                       | 二条冬詩夫                      | 村沢良介                              | 久保田邦夫      | |
| 56                                         | 2011年6月      | TECA-12287 | A                    | もう一度逢いたくて 2011年                  | 羽岡仁                          | 羽岡仁                                | 若草恵          | 2011年6-7月NHK「ユアソング」                                                                                         |
| 56                                         | 2011年6月      | TECA-12287 | B                    | それぞれめぐり逢い                         | 渡辺なつみ                      | 合田道人                              | 若草恵          | |

### アルバム
1. まりちゃんのヒット・アルバム（1963年9月1日、LPJ-137）（25cm・モノラル）⇒CD化済み
2. まりちゃんの夢のアルバム（1964年8月、LPJM-8）（30cm・モノラル）
3. 何も云わないで（1965年3月、SLJM-1141）（30cm・ステレオ）
4. 逢いたくて逢いたくて（園まりヒット曲集）（1966年3月5日、SLJM-1254）
5. 園まり ふるさとを唄う（1966年4月5日、SLJM-1261）
6. 夢は夜ひらく（まりちゃんのヒット・アルバム）（1966年11月5日、SLJM-1309）
7. まりちゃんのさのさ（1966年12月5日、SLJM-1322）
8. 愛は惜しみなく（園まり ゴールデン・ヒット・アルバム）（1967年12月5日、SMR-3007）（30cm・ステレオ）
9. まりちゃんとあなたの夜（1968年4月5日、SMR-3013）　唄とナレーション
10. 泣きぬれて（園まりゴールデン・ヒット・アルバム）（1968年11月5日、SMR-3024）
11. 園まり・歌謡大全集（1969年4月5日、SMR-9021/23）-　3LP
12. 恋のささやき（1969年7月5日、SMR-3048）-「ブルー・ライト・ヨコハマ」，「霧にむせぶ夜 (曲)」，「今は幸せかい」等のカバー曲を多数収録
13. 恋の宴は果てしなく（1969年12月25日、MR-3082）
14. まり・ミエ・ゆかりの大作戦（1970年5月、AL-3041）（アポロン音楽工業の8トラック・テープ）1970年3月9日 三人娘共演ライブ盤 ⇒CD済
15. むせび泣く夜（1970年12月1日、MR-3146）
16. 愛をあなたに（1971年6月1日、MR-8051/52）-　2LPのベスト盤
17. 愛をあなたに（1974年6月21日、MR-9134/35）-　MR-8051/52の再発
18. 園まりCD・BOX（2003年3月）5枚組CD-BOX ①②③まりのシングル・コレクション ④まりちゃん「歌謡ヒットを唄う」 ⑤まりちゃんのア・ラ・カ・ル・ト
19. ハイハイ3人娘〜花の同窓会「まり・ミエ・ゆかり」（2004年6月）
20. ミエ・まり・ゆかり 3人娘CD-BOX（2005年6月）6枚組CD-BOX ①中尾ミエ ベスト・コレクション ②園まり ベスト・コレクション ③伊東ゆかり ベスト・コレクション ④3人娘ライヴ・トラックス ⑤3人娘ア・ラ・カルト ⑥3人娘シネマ・トラックス
21. 新たなる飛翔（たびだち）（2006年4月）
22. 今、甦るウエスタン・カーニバル ロカビリー三人男&3人娘 スペシャル・コンサート2005（2006年4月）
23. 園まりデラックス 〜まりちゃんとデート〜（2007年4月）3枚組CD ①カヴァーポップス ②オリジナル歌謡ヒッツ ③「まりちゃんとデート園まりギターヒット集」＋「まりちゃんとあなたの夜」

### 関連アルバム
- まりちゃんとデート（園まり、ギター・ヒット曲集）（1967年8月5日、SLJM-1362）-　構成：水木かおる，編曲：川上義彦，語り：園まり，ギター：伊部晴美，演奏：ポリドール・オーケストラ

### コンパクト
1. 逢いたくて逢いたくて（逢いたくて逢いたくて／あんたなんか／この喜びの子に／忘れっこなしよ）（1966年6月5日、SKR-1001）
2. 何も云わないで（何も云わないで／あなたとなら／あれがお父さまよ／涙のスクリーン）（1966年6月5日、SKR-1008）
3. 何んでもないわ（やさしい雨／ふるさとの唄／何んでもないわ／砂に埋もれた恋）（1966年9月5日、SKR-1017）
4. 夢は夜ひらく（夢は夜ひらく／一人で踊るブルース／海よ私を抱きしめて／愛しているのに）（1966年11月5日、SKR-1018）
5. 南国の夜（南国の夜／月の夜は／小さな竹の橋／別れの磯千鳥）（1967年5月1日、SKR-1024）-　ハワイアン
6. 帰りたくないの（帰りたくないの／散りゆく花／忘れたいと思うの／それでも好きなの）（1967年5月5日、SKR-1023）
7. 愛は惜しみなく（愛は惜しみなく／誓って欲しい／夜があるかぎり／つれてって）（1967年11月5日、SKR-1028）
8. あなたのとりこ（あなたのとりこ／横をむかないで／好きなの好きなの／あなたの愛が欲しい）（1968年7月5日、SKR-1031）
9. おもいきり泣かせて（おもいきり泣かせて／淋しかったの／ひとりにしないで／泣きぬれて）（1969年4月5日、SKR-1035）
10. 気にかかる（気にかかる／これが愛なのね／捨て煙草／わたしをかき奏らして）（1970年1月15日、KR-1040）
11. 私を責めないで（私を責めないで／浮気なおさけ／くちづけ／吹きだまり）（1970年8月1日、KR-1046）
12. 園まり　ビッグ・ヒット4（たそがれためいき曲り角／逢いたくて逢いたくて／夢は夜ひらく／何も云わないで）（1976年11月21日、KRS-3008）

### 参加作品
- あんたなんか - 小松政夫のシングル「おやじの名字で生きてます」に収録[6]

## 主な出演

### 映画
- ハイハイ3人娘（1963年・東宝） - 三人娘共演
- 若い仲間たち うちら祇園の舞妓はん（1963年・東宝） - 三人娘共演
- 続・若い季節（1964年・東宝） - 三人娘共演
- 逢いたくて逢いたくて（1966年6月1日、日活） - 主演
- 夢は夜ひらく（1967年1月14日、日活） - 主演
- 愛は惜しみなく（1967年12月9日、日活） - 主演
- 愛のきずな（1969年2月15日、東宝=渡辺プロ） - 主演
- 道しるべ（2015年6月13日） - 千代子 役[7]

### テレビドラマ
- NHK総合『若い季節』（1961年 - 1964年）
- TBS『シャボン玉ミコちゃん』（1962年） - マリ 役
- TBS『青年同心隊』 第11話「明日に幸福を」（1965年）- 杉山うの　役
- TBS『水戸黄門』 第44話「百両まったなし」（1965年）
- TBS『ザ・ガードマン』 第40話「結婚と微笑」（1966年）特別出演
- 関西テレビ『松本清張シリーズ』 「左の腕」（1966年）
- フジテレビ『銭形平次』 第13話「星より綺麗な花」（1966年）
- TBS『恋愛術入門』第16話「スパイス大作戦」(1970年）
- 弥次喜多隠密道中 第23話「鳴門の小判鮫」（1971年、日本テレビ/歌舞伎座テレビ室）
- TBS『キイハンター』第220話「大追跡！殺しのしのび逢い」(1972年)  - ユカ 役
- 鬼平犯科帳 第1シリーズ 第20話「掻堀のおけい」（1980年、テレビ朝日 / 東宝） - 掻堀のおけい 役
- 東京12チャンネル『孤独の賭け』（1978年）
- TBS『女だから』（1980年）
- テレビ朝日『非情のライセンス』 第3シリーズ 第3話「兇悪の赤い薔薇・禁じられた愛」（1980年） - 糸谷典子 役
- フジテレビ『江戸の朝焼け』 第25話「嵐の中の女」（1981年）
- フジテレビ『月曜ドラマランド』「ビートたけしのこにくらじいさん」（1984年）
- テレビ朝日『暴れん坊将軍IIスペシャル』 「勅使下向、天下を賭けた江戸っ子神輿！」（1985年） - お雪 役
- NHK総合 銀河テレビ小説『私生活』第4話「丘の上の白い家」（1985年）

### ラジオ
- ABCラジオ・文化放送『流星倶楽部』（弘兼憲史マンガ原作ラジオドラマ）（2006年）

### バラエティー番組
- オレたちひょうきん族（ひょうきんスター誕生）（フジテレビ）
- パーティー野郎ぜ!（朝日放送）
- 夜も一生けんめい。（日本テレビ）

他多数

### CM
- 日清 めん八珍 1980年
- ハウス食品 六甲のおいしい水 1993年
- 福正宗 1994年
- アサヒ緑健インフォマーシャル 2013年

### 連載
- ケアノート 父の介護体験談 読売新聞 2007年5月10日 - 6月14日
- 一病息災 自身の乳がん体験 読売新聞夕刊 2009年8月6日 - 8月27日
- 自伝 夕刊フジ 2011年10月4日 - 10月21日

### NHK紅白歌合戦出場歴
| 年度/放送回               | 回 | 曲目                       | 出演順 | 対戦相手      | 備考                               |
| ------------------------- | -- | -------------------------- | ------ | ------------- | ---------------------------------- |
| 1963年（昭和38年）/第14回 | 1  | キューティ・パイ・メドレー | 24/25  | 植木等        | 中尾ミエ、伊東ゆかりと出演。トリ前 |
| 1964年（昭和39年）/第15回 | 2  | 夢みる想い                 | 03/25  | 芦野宏        | 中尾ミエ、伊東ゆかりと出演。       |
| 1965年（昭和40年）/第16回 | 3  | 逢いたくて逢いたくて       | 07/25  | 山田太郎      |                                    |
| 1966年（昭和41年）/第17回 | 4  | 夢は夜ひらく               | 14/25  | 舟木一夫      |                                    |
| 1967年（昭和42年）/第18回 | 5  | 愛は惜しみなく             | 02/23  | 水原弘        |                                    |
| 1968年（昭和43年）/第19回 | 6  | ひとりにしないで           | 16/23  | 舟木一夫（2） |                                    |

- 対戦相手の歌手名の()内の数字はその歌手との対戦回数、備考のトリ等の次にある()はトリ等を務めた回数を表す。
- 出演順は「（出演順）/（出場者数）」で表す。

## 受賞
- 第61回日本レコード大賞功労賞（2019年）
- 第66回日本レコード大賞特別功労賞（2024年）

## 園を演じた人物
- 山本彩（女優・NMB48） - 2017年『植木等とのぼせもん』